# 주화수집

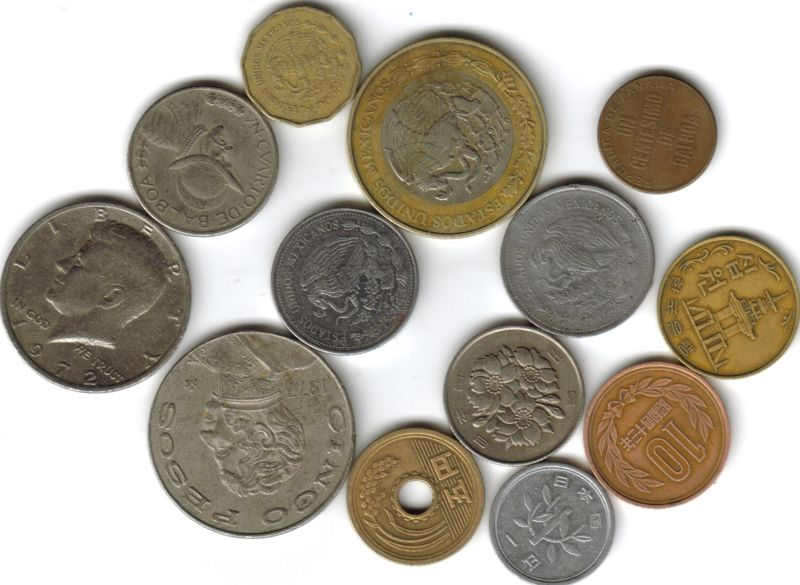
세계 각지에서 발행된 다양한 주화

주화수집(영어: Coin collecting)은 취미의 한 종류이며, 주로 조폐국에서 발행한 법정 통화와 같은 주화를 수집하는 것을 말한다. 때때로 주화수집은 통화와 화폐의 역사를 과학적으로 연구하는 화폐학에 포함되기도 한다.
주화를 수집하는 데 있어서 특히 희소성이 중시되는 경향이 있으며, 주로 조폐국의 실수로 잘못 발행되어 유통된 양이 적은 주화나 고고학 연구에 있어 상당히 중요한 문양이 포함된 주화 등이 이에 포함된다. 수집된 주화의 가치는 주로 국제 주화수집가 단체인 NGC 또는 국제 화폐 등급 업체인 PCGS, PMG에서 정한 등급에 의해 결정된다.
주화를 수집할 때 일정한 주제를 정해 모으면 마구잡이로 수집하는 것보다 즐거움을 느낄 수 있으며, 주제에는 주로 나라별, 연도별, 숫자별 등으로 나뉜다.

## 같이 보기
- 화폐학